# Torneo Clausura 2023 (Liga MX Femenil)
El Torneo Clausura 2023 fue la XII edición del campeonato de liga de la Primera División Femenil de México con el que cierra la temporada futbolística 2022-23. La Primera División Femenil de México, conocida también como Liga MX Femenil es la principal liga de fútbol profesional femenil en México la cual está regulada por la Federación Mexicana de Fútbol.

## Sistema de competición
El torneo de la Liga MX Femenil, está conformado en dos partes:
- Fase de calificación: Se integra por las 17 jornadas del torneo.
- Fase final: Se integra por los partidos de cuartos de final, semifinal y final, más conocida como liguilla.

### Fase de clasificación
En la fase de clasificación se observó el sistema de puntos. La ubicación en la tabla general, está sujeta a las siguientes condiciones:
- Por juego ganado se obtendrán tres puntos.
- Por juego empatado se obtendrá un punto.
- Por juego perdido no se otorgan puntos.

En esta fase participan los 18 clubes de la Liga MX Femenil jugando en cada torneo todos contra todos durante las 17 jornadas respectivas, a un solo partido.
El orden de los clubes al final de la fase de calificación del torneo corresponderá a la suma de los puntos obtenidos por cada uno de ellos y se presentará en forma descendente. Si al finalizar las 17 jornadas del torneo, dos o más clubes estuviesen empatados en puntos, su posición en la tabla general será determinada atendiendo a los siguientes criterios de desempate:
1. Mejor diferencia entre los goles anotados y recibidos y goles.
2. Mayor número de goles anotados.
3. Marcadores particulares entre los clubes empatados.
4. Mayor número de goles anotados como visitante.
5. Mejor ubicado en la tabla general de cociente
6. Tabla Fair Play
7. Sorteo.

Para determinar los lugares que ocuparán los clubes que participen en la fase final del torneo se tomará como base la tabla general de clasificación.
Participan automáticamente por el título de Campeón de la Liga MX Femenil, los ocho primeros clubes de la tabla general de clasificación al término de las 17 jornadas.

### Fase final
Los ocho clubes calificados para cuartos de final serán reubicados de acuerdo con el lugar que ocupen en la tabla General al término de la jornada 17, con el puesto del número uno al club mejor clasificado, y así hasta el número 8. Los partidos a esta fase se desarrollarán a visita, en las siguientes etapas:
Los clubes vencedores en los partidos de cuartos de final y semifinal serán aquellos que en los dos juegos anoten el mayor número de goles. De existir empate en el número de goles anotados, la posición se definirá a favor del club con mayor cantidad de goles a favor cuando actúe como visitante. Aplicarán las mismas normativas para el orden de enfrentamientos la ronda de semifinales y final.
Si una vez aplicado el criterio anterior los clubes siguieran empatados, se observará la posición de los clubes en la tabla general de clasificación.
Los partidos correspondientes a las fases de visita recíproca se jugarán obligatoriamente los días viernes y lunes, en su caso, exclusivamente en forma descendente, los cuatro clubes mejor clasificados en la tabla general al término de la jornada 17, el día y horario de su partido como local. Los siguientes cuatro clubes podrán elegir únicamente el horario.
El club vencedor de la final y por lo tanto Campeón, será aquel que en los dos partidos anote el mayor número de goles. Si al término del tiempo reglamentario el partido está empatado, se agregarán dos tiempos extras de 15 minutos cada uno. De persistir el empate en estos periodos, se procederá a lanzar tiros penales hasta que resulte un vencedor.
Los partidos de cuartos de final se jugarán de la siguiente manera:
En las semifinales participarán los cuatro clubes vencedores de cuartos de final, reubicándolos del uno al cuatro, de acuerdo a su mejor posición en la tabla General de clasificación al término de la jornada 17 del torneo correspondiente, enfrentándose:
Disputarán el título de Campeón del Torneo de Clausura 2023, los dos clubes vencedores de la fase semifinal correspondiente, reubicándolos del uno al dos, de acuerdo a su mejor posición en la tabla general de clasificación al término de la jornada 17 de cada Torneo.

## Información de los equipos

### Equipos por Entidad Federativa
| Entidad Federativa | N.º | Equipos                   |
| ------------------ | --- | ------------------------- |
| Ciudad de México   | 3   | América, Cruz Azul y UNAM |
| Jalisco            | 2   | Atlas y Guadalajara       |
| Nuevo León         | 2   | Monterrey y Tigres        |
| Aguascalientes     | 1   | Necaxa                    |
| Baja California    | 1   | Tijuana                   |
| Chihuahua          | 1   | Juárez                    |
| Coahuila           | 1   | Santos                    |
| Estado de México   | 1   | Toluca                    |
| Guanajuato         | 1   | León                      |
| Hidalgo            | 1   | Pachuca                   |
| Puebla             | 1   | Puebla                    |
| Querétaro          | 1   | Querétaro                 |
| San Luis Potosí    | 1   | Atlético de San Luis      |
| Sinaloa            | 1   | Mazatlán                  |

### Información de los equipos participantes
| Equipo               | Entrenador           | Ciudad                               | Estadio                   | Capacidad | Patrocinador       | Kit          |
| -------------------- | -------------------- | ------------------------------------ | ------------------------- | --------- | ------------------ | ------------ |
| América              | Ángel Villacampa     | Ciudad de México                     | Azteca                    | 87 000    | AT&T               | Nike         |
| Atlas                | Fabiola Vargas       | Guadalajara, Jalisco                 | Jalisco                   | 56 713    |                    | Charly       |
| Atlético de San Luis | Fernando Samayoa     | San Luis Potosí, San Luis Potosí     | Alfonso Lastras           | 30 000    | Canel's            | Pirma        |
| Cruz Azul            | Cecilia Cabrera INT  | Ciudad de México                     | Instalaciones de La Noria | 1 000     | Cemento Cruz Azul  | Joma         |
| Guadalajara          | Juan Pablo Alfaro    | Zapopan, Jalisco                     | Akron                     | 49 850    | Sello Rojo         | Puma         |
| Juárez               | Milagros Martínez    | Ciudad Juárez, Chihuahua             | Olímpico Benito Juárez    | 19 703    | S-Mart             | Sporelli     |
| León                 | Alejandro Corona     | León, Guanajuato                     | Nou Camp                  | 31 297    | Cementos Fortaleza | Charly       |
| Mazatlán             | Alonso Madrigal INT  | Mazatlán, Sinaloa                    | Kraken                    | 25 000    | Banco Azteca       | Pirma        |
| Monterrey            | Eva Espejo           | Guadalupe, Nuevo León                | BBVA                      | 53 500    | BBVA México        | Puma         |
| Necaxa               | Jorge Isaac Gómez    | Aguascalientes, Aguascalientes       | Victoria                  | 25 994    | Rolcar             | Pirma        |
| Pachuca              | Juan Carlos Cacho    | Pachuca, Hidalgo                     | Hidalgo                   | 30 000    | Cementos Fortaleza | Charly       |
| Puebla               | Pablo Luna           | Puebla, Puebla                       | Cuauhtémoc                | 51 726    | Baz                | Umbro        |
| Querétaro            | Leonardo Álvarez     | Querétaro, Querétaro                 | Olímpico Alameda          | 4 600     | Pedigree           | Charly       |
| Santos               | Jorge Campos Valadez | Torreón, Coahuila                    | Corona                    | 30 000    | Soriana            | Charly       |
| Tigres               | Carmelina Moscato    | San Nicolás de los Garza, Nuevo León | Universitario             | 41 615    | Cemex              | Adidas       |
| Tijuana              | Juan Romo            | Tijuana, Baja California             | Caliente                  | 27 333    | Caliente           | Charly       |
| Toluca               | Gabriel Velasco      | Toluca, Estado de México             | Nemesio Díez              | 30 000    | Arabela            | Under Armour |
| UNAM                 | Jhonathan Lazcano    | Ciudad de México                     | Olímpico Universitario    | 72 000    | DHL                | Nike         |

### Cambios de entrenadores
| Equipo    | Entrenador(a) (Jornadas) | Fecha de vacante        | Tipo de salida    | Pos. | Entrenador entrante | Fecha de nombramiento   |
| --------- | ------------------------ | ----------------------- | ----------------- | ---- | ------------------- | ----------------------- |
| Necaxa    | Gerardo Castillo (P)     | Desconocido             | Desconocido       | P    | Jorge Isaac Gómez   | 15 de noviembre de 2022 |
| Mazatlán  | Alonso Madrigal INT (P)  | Desconocido             | Fin de interinato | P    | Jesús Padrón        | 17 de noviembre de 2022 |
| UNAM      | David Cotero INT (P)     | Desconocido             | Fin de interinato | P    | Jhonatan Lazcano    | 23 de noviembre de 2022 |
| Cruz Azul | Carlos Roberto Pérez (P) | 23 de noviembre de 2022 | Despido           | P    | Nicolás Morales     | 24 de noviembre de 2022 |
| Querétaro | Carla Rossi (P)          | 16 de noviembre de 2022 | Despido           | P    | Leonardo Álvarez    | 28 de noviembre de 2022 |
| León      | Adrián Martínez (P)      | 6 de diciembre de 2022  | Despido           | P    | Alejandro Corona    | 6 de diciembre de 2022  |
| Cruz Azul | Nicolás Morales (1-8)    | 13 de marzo de 2023     | Despido           | 10.º | Cecilia Cabrera INT | 13 de marzo de 2023     |
| Mazatlán  | Jesús Padrón (1-15)      | 3 de mayo de 2023       | Despido           | 18.º | Alonso Madrigal INT | 3 de mayo de 2023       |

#### Sedes alternas
| Equipo      | Ciudad                    | Estadio                                           | Capacidad |
| ----------- | ------------------------- | ------------------------------------------------- | --------- |
| América     | Ciudad de México          | Cancha Centenario n.º 5 Club América              | 2 000     |
| Atlas       | Guadalajara, Jalisco      | Alfredo "Pistache" Torres                         | 3 000     |
| Atlas       | Guadalajara, Jalisco      | Centro de Capacitación de Fútbol Atlas FC (CECAF) | 0         |
| Guadalajara | Zapopan, Jalisco          | Verde Valle - Cancha 2                            | 2 000     |
| León        | Lagos de Moreno, Jalisco  | La Esmeralda - Cancha 2                           | 0         |
| Monterrey   | Santiago, Nuevo León      | El Barrial                                        | 1 000     |
| Toluca      | Metepec, Estado de México | Instalaciones de Metepec - Cancha 2               | 1 000     |
| UNAM        | Ciudad de México          | La Cantera                                        | 2 000     |

## Torneo Regular
- El calendario se dio a conocer el 25 de noviembre,[12] y se encuentra disponible aquí
- Los horarios son correspondientes al Tiempo del Centro de México (UTC-6).[13][n. 1][14]

| Jornada 1     | Jornada 1 | Jornada 1            | Jornada 1              | Jornada 1  | Jornada 1 | Jornada 1    | Jornada 1  | Jornada 1 |
| Local         | Resultado | Visitante            | Estadio                | Fecha      | Hora      | Espectadores | Amonestado | Expulsado |
| ------------- | --------- | -------------------- | ---------------------- | ---------- | --------- | ------------ | ---------- | --------- |
| Querétaro     | 0 - 1     | Pachuca              | Olímpico Alameda       | 6 de enero | 17:05     | 0            | 4          | 0         |
| Guadalajara   | 5 - 1     | Pumas UNAM           | Akron                  | 6 de enero | 19:06     | 3,855        | 5          | 0         |
| Cruz Azul     | 1 - 1     | América              | La Noria               | 7 de enero | 12:00     | 206          | 7          | 0         |
| Puebla        | 0 - 2     | Monterrey            | Cuauhtémoc             | 8 de enero | 12:00     | 1,056        | 0          | 0         |
| Juárez        | 7 - 0     | Mazatlán             | Olímpico Benito Juárez | 8 de enero | 17:00     | 1,302        | 2          | 1         |
| Toluca        | 0 - 1     | Tijuana              | Nemesio Diez           | 9 de enero | 17:00     | 873          | 0          | 0         |
| León          | 2 - 0     | Necaxa               | Nou Camp               | 9 de enero | 17:05     | 861          | 4          | 0         |
| Tigres UANL   | 6 - 0     | Atlas                | Universitario          | 9 de enero | 19:00     | 6,815        | 2          | 0         |
| Santos Laguna | 2 - 0     | Atlético de San Luis | Corona                 | 9 de enero | 19:06     | 325          | 2          | 0         |

| Jornada 2            | Jornada 2 | Jornada 2     | Jornada 2               | Jornada 2   | Jornada 2 | Jornada 2    | Jornada 2  | Jornada 2 |
| Local                | Resultado | Visitante     | Estadio                 | Fecha       | Hora      | Espectadores | Amonestado | Expulsado |
| -------------------- | --------- | ------------- | ----------------------- | ----------- | --------- | ------------ | ---------- | --------- |
| Querétaro            | 0 - 1     | Juárez        | Olímpico Alameda        | 13 de enero | 17:05     | 0            | 3          | 0         |
| Pumas UNAM           | 1 - 3     | Tigres UANL   | Olímpico Universitario  | 14 de enero | 12:00     | 2,284        | 0          | 0         |
| Atlético de San Luis | 3 - 1     | León          | Alfonso Lastras Ramírez | 15 de enero | 17:00     | 1,048        | 3          | 0         |
| Tijuana              | 1 - 1     | Cruz Azul     | Caliente                | 15 de enero | 21:00     | 833          | 1          | 0         |
| Necaxa               | 1 - 4     | Guadalajara   | Victoria                | 16 de enero | 17:00     | 3,182        | 3          | 0         |
| Pachuca              | 10 - 2    | Toluca        | Hidalgo                 | 16 de enero | 17:05     | 1,451        | 0          | 0         |
| América              | 7 - 0     | Puebla        | Azteca                  | 16 de enero | 19:00     | 2,877        | 3          | 1         |
| Monterrey            | 2 - 1     | Santos Laguna | BBVA                    | 16 de enero | 19:06     | 3,955        | 2          | 0         |
| Mazatlán             | 0 - 2     | Atlas         | Mazatlán                | 16 de enero | 21:00     | 0            | 3          | 0         |

| Jornada 3     | Jornada 3 | Jornada 3            | Jornada 3              | Jornada 3   | Jornada 3 | Jornada 3    | Jornada 3  | Jornada 3 |
| Local         | Resultado | Visitante            | Estadio                | Fecha       | Hora      | Espectadores | Amonestado | Expulsado |
| ------------- | --------- | -------------------- | ---------------------- | ----------- | --------- | ------------ | ---------- | --------- |
| Juárez        | 2 - 0     | Pachuca              | Olímpico Benito Juárez | 20 de enero | 17:05     | 1,373        | 9          | 1         |
| Atlas         | 4 - 1     | Necaxa               | Jalisco                | 20 de enero | 19:06     | 420          | 4          | 0         |
| Cruz Azul     | 3 - 0     | Atlético de San Luis | La Noria               | 21 de enero | 12:00     | 179          | 6          | 0         |
| América       | 5 - 0     | Tijuana              | Azteca                 | 22 de enero | 17:00     | 3,589        | 4          | 0         |
| Toluca        | 0 - 1     | Querétaro            | Nemesio Diez           | 23 de enero | 17:00     | 888          | 5          | 0         |
| León          | 0 - 3     | Pumas UNAM           | Nou Camp               | 23 de enero | 17:05     | 738          | 1          | 0         |
| Monterrey     | 9 - 0     | Mazatlán             | BBVA                   | 23 de enero | 19:06     | 1,256        | 0          | 0         |
| Santos Laguna | 1 - 2     | Guadalajara          | Corona                 | 23 de enero | 21:06     | 1,310        | 7          | 0         |
| Puebla        | 0 - 2     | Tigres UANL          | Cuauhtémoc             | 24 de enero | 15:45     | 2,142        | 2          | 0         |

| Jornada 4            | Jornada 4 | Jornada 4     | Jornada 4               | Jornada 4   | Jornada 4 | Jornada 4    | Jornada 4  | Jornada 4 |
| Local                | Resultado | Visitante     | Estadio                 | Fecha       | Hora      | Espectadores | Amonestado | Expulsado |
| -------------------- | --------- | ------------- | ----------------------- | ----------- | --------- | ------------ | ---------- | --------- |
| Querétaro            | 0 - 0     | Santos Laguna | Olímpico Alameda        | 27 de enero | 19:05     | 0            | 4          | 0         |
| Pumas UNAM           | 2 - 3     | Pachuca       | Olímpico Universitario  | 28 de enero | 12:00     | 1,798        | 5          | 0         |
| León                 | 0 - 1     | Monterrey     | Nou Camp                | 28 de enero | 17:05     | 996          | 7          | 0         |
| Atlético de San Luis | 5 - 1     | Atlas         | Alfonso Lastras Ramírez | 29 de enero | 17:00     | 1,236        | 6          | 0         |
| Tijuana              | 4 - 1     | Puebla        | Caliente                | 29 de enero | 21:10     | 1,133        | 3          | 0         |
| Necaxa               | 0 - 6     | América       | Victoria                | 30 de enero | 17:00     | 2,883        | 2          | 0         |
| Tigres UANL          | 2 - 0     | Toluca        | Universitario           | 30 de enero | 19:00     | 4,395        | 4          | 0         |
| Mazatlán             | 1 - 3     | Cruz Azul     | Mazatlán                | 30 de enero | 21:00     | 200          | 2          | 0         |
| Guadalajara          | 2 - 1     | Juárez        | Akron                   | 30 de enero | 21:05     | 3,980        | 4          | 0         |

| Jornada 5   | Jornada 5 | Jornada 5            | Jornada 5               | Jornada 5    | Jornada 5 | Jornada 5    | Jornada 5  | Jornada 5 |
| Local       | Resultado | Visitante            | Estadio                 | Fecha        | Hora      | Espectadores | Amonestado | Expulsado |
| ----------- | --------- | -------------------- | ----------------------- | ------------ | --------- | ------------ | ---------- | --------- |
| Toluca      | 0 - 0     | Guadalajara          | Nemesio Díez            | 3 de febrero | 17:00     | 5,401        | 4          | 0         |
| Atlas       | 1 - 2     | Juárez               | Jalisco                 | 3 de febrero | 19:05     | 516          | 3          | 0         |
| Cruz Azul   | 1 - 1     | Pumas UNAM           | La Noria                | 4 de febrero | 12:00     | 275          | 0          | 0         |
| Puebla      | 2 - 0     | Necaxa               | Cuauhtémoc              | 5 de febrero | 12:00     | 558          | 7          | 0         |
| Tijuana     | 0 - 1     | Mazatlán             | Caliente                | 5 de febrero | 21:10     | 1,633        | 3          | 0         |
| América     | 2 - 0     | León                 | Cancha Centenario n.º 5 | 6 de febrero | 15:45     | 843          | 6          | 0         |
| Tigres UANL | 3 - 1     | Atlético de San Luis | Universitario           | 6 de febrero | 19:00     | 13,469       | 2          | 0         |
| Pachuca     | 6 - 0     | Santos Laguna        | Hidalgo                 | 6 de febrero | 19:05     | 2,249        | 4          | 0         |
| Monterrey   | 1 - 0     | Querétaro            | BBVA                    | 6 de febrero | 21:10     | 5,072        | 5          | 0         |

| Jornada 6            | Jornada 6 | Jornada 6   | Jornada 6               | Jornada 6     | Jornada 6 | Jornada 6    | Jornada 6  | Jornada 6 |
| Local                | Resultado | Visitante   | Estadio                 | Fecha         | Hora      | Espectadores | Amonestado | Expulsado |
| -------------------- | --------- | ----------- | ----------------------- | ------------- | --------- | ------------ | ---------- | --------- |
| Necaxa               | 0 - 1     | Querétaro   | Victoria                | 9 de febrero  | 17:00     | 571          | 5          | 0         |
| Santos Laguna        | 1 - 1     | América     | Corona                  | 9 de febrero  | 17:05     | 1,615        | 5          | 0         |
| Toluca               | 3 - 4     | Atlas       | Nemesio Díez            | 9 de febrero  | 19:00     | 1,414        | 5          | 0         |
| Cruz Azul            | 0 - 3     | Monterrey   | La Noria                | 10 de febrero | 15:45     | 190          | 4          | 0         |
| Guadalajara          | 2 - 1     | Puebla      | Verde Valle             | 10 de febrero | 15:45     | 148          | 6          | 0         |
| Atlético de San Luis | 4 - 1     | Mazatlán    | Alfonso Lastras Ramírez | 10 de febrero | 17:00     | 1,144        | 4          | 0         |
| León                 | 0 - 3     | Pachuca     | Nou Camp                | 10 de febrero | 17:05     | 420          | 1          | 0         |
| Juárez               | 3 - 1     | Tigres UANL | Olímpico Benito Juárez  | 10 de febrero | 19:06     | 4,002        | 0          | 0         |
| Pumas UNAM           | 0 - 1     | Tijuana     | Olímpico Universitario  | 11 de febrero | 12:00     | 1,176        | 3          | 0         |

| Jornada 7  | Jornada 7 | Jornada 7            | Jornada 7               | Jornada 7     | Jornada 7 | Jornada 7    | Jornada 7  | Jornada 7 |
| Local      | Resultado | Visitante            | Estadio                 | Fecha         | Hora      | Espectadores | Amonestado | Expulsado |
| ---------- | --------- | -------------------- | ----------------------- | ------------- | --------- | ------------ | ---------- | --------- |
| América    | 3 - 0     | Atlético de San Luis | Cancha Centenario n.º 5 | 23 de febrero | 15:45     | 516          | 2          | 0         |
| Querétaro  | 2 - 2     | León                 | Olímpico Alameda        | 24 de febrero | 17:06     | 0            | 5          | 0         |
| Tijuana    | 1 - 1     | Juárez               | Caliente                | 24 de febrero | 21:06     | 1,233        | 3          | 2         |
| Pumas UNAM | 4 - 1     | Santos Laguna        | Olímpico Universitario  | 25 de febrero | 12:00     | 893          | 1          | 0         |
| Puebla     | 0 - 2     | Toluca               | Cuauhtémoc              | 26 de febrero | 12:00     | 518          | 3          | 0         |
| Atlas      | 1 - 0     | Cruz Azul            | Jalisco                 | 26 de febrero | 17:00     | 647          | 2          | 0         |
| Monterrey  | 3 - 0     | Necaxa               | BBVA                    | 27 de febrero | 17:05     | 3,684        | 2          | 0         |
| Mazatlán   | 0 - 6     | Guadalajara          | Mazatlán                | 27 de febrero | 19:00     | 1,141        | 1          | 0         |
| Pachuca    | 2 - 1     | Tigres UANL          | Hidalgo                 | 27 de febrero | 19:06     | 4,535        | 4          | 0         |

| Jornada 8            | Jornada 8 | Jornada 8  | Jornada 8               | Jornada 8  | Jornada 8 | Jornada 8    | Jornada 8  | Jornada 8 |
| Local                | Resultado | Visitante  | Estadio                 | Fecha      | Hora      | Espectadores | Amonestado | Expulsado |
| -------------------- | --------- | ---------- | ----------------------- | ---------- | --------- | ------------ | ---------- | --------- |
| Juárez               | 0 - 2     | Monterrey  | Olímpico Benito Juárez  | 3 de marzo | 19:05     | 4,030        | 5          | 0         |
| Cruz Azul            | 1 - 1     | Querétaro  | La Noria                | 4 de marzo | 12:00     | 170          | 3          | 0         |
| Puebla               | 1 - 0     | Mazatlán   | Cuauhtémoc              | 5 de marzo | 12:00     | 288          | 3          | 0         |
| Atlético de San Luis | 0 - 0     | Tijuana    | Alfonso Lastras Ramírez | 5 de marzo | 17:00     | 1,341        | 2          | 0         |
| Guadalajara          | 2 - 1     | Atlas      | Akron                   | 5 de marzo | 17:00     | 22,000       | 3          | 0         |
| Tigres UANL          | 4 - 1     | León       | Universitario           | 5 de marzo | 19:00     | 6,115        | 9          | 0         |
| Toluca               | 0 - 0     | Pumas UNAM | Nemesio Díez            | 6 de marzo | 17:00     | 1,506        | 1          | 0         |
| Pachuca              | 2 - 3     | América    | Hidalgo                 | 6 de marzo | 19:05     | 5,690        | 8          | 0         |
| Santos Laguna        | 3 - 0     | Necaxa     | Corona                  | 6 de marzo | 21:10     | 650          | 5          | 0         |

| Jornada 9            | Jornada 9 | Jornada 9     | Jornada 9               | Jornada 9   | Jornada 9 | Jornada 9    | Jornada 9  | Jornada 9 |
| Local                | Resultado | Visitante     | Estadio                 | Fecha       | Hora      | Espectadores | Amonestado | Expulsado |
| -------------------- | --------- | ------------- | ----------------------- | ----------- | --------- | ------------ | ---------- | --------- |
| Querétaro            | 0 - 1     | Guadalajara   | Olímpico Alameda        | 10 de marzo | 17:05     | 2,496        | 2          | 0         |
| Tijuana              | 2 - 0     | Tigres UANL   | Caliente                | 10 de marzo | 19:06     | 1,833        | 7          | 0         |
| Pumas UNAM           | 1 - 1     | Puebla        | Olímpico Universitario  | 11 de marzo | 12:00     | 607          | 4          | 0         |
| Atlético de San Luis | 1 - 1     | Toluca        | Alfonso Lastras Ramírez | 12 de marzo | 17:00     | 1,333        | 1          | 0         |
| Necaxa               | 1 - 0     | Cruz Azul     | Victoria                | 13 de marzo | 17:00     | 1,076        | 5          | 0         |
| América              | 5 - 0     | Atlas         | Azteca                  | 13 de marzo | 19:00     | 2,036        | 3          | 0         |
| Mazatlán             | 1 - 1     | Santos Laguna | Mazatlán                | 13 de marzo | 19:00     | 286          | 3          | 0         |
| León                 | 1 - 0     | Juárez        | Nou Camp                | 13 de marzo | 19:05     | 379          | 4          | 0         |
| Monterrey            | 5 - 0     | Pachuca       | BBVA                    | 13 de marzo | 21:06     | 4,054        | 2          | 0         |

| Jornada 10    | Jornada 10 | Jornada 10           | Jornada 10             | Jornada 10  | Jornada 10 | Jornada 10   | Jornada 10 | Jornada 10 |
| Local         | Resultado  | Visitante            | Estadio                | Fecha       | Hora       | Espectadores | Amonestado | Expulsado  |
| ------------- | ---------- | -------------------- | ---------------------- | ----------- | ---------- | ------------ | ---------- | ---------- |
| Atlas         | 1 - 1      | Pumas UNAM           | Jalisco                | 17 de marzo | 17:00      | 313          | 6          | 0          |
| Juárez        | 3 - 2      | Atlético de San Luis | Olímpico Benito Juárez | 17 de marzo | 19:06      | 1,574        | 3          | 1          |
| Cruz Azul     | 2 - 2      | León                 | La Noria               | 18 de marzo | 12:00      | 148          | 3          | 0          |
| Puebla        | 1 - 1      | Querétaro            | Cuauhtémoc             | 19 de marzo | 12:00      | 299          | 5          | 0          |
| Guadalajara   | 2 - 2      | Monterrey            | Akron                  | 19 de marzo | 17:00      | 9,517        | 4          | 0          |
| Necaxa        | 2 - 3      | Tijuana              | Victoria               | 20 de marzo | 17:00      | 1,080        | 4          | 0          |
| Santos Laguna | 0 - 2      | Toluca               | Corona                 | 20 de marzo | 17:05      | 1,046        | 1          | 0          |
| Tigres UANL   | 1 - 0      | América              | Universitario          | 20 de marzo | 19:00      | 9,805        | 8          | 0          |
| Pachuca       | 2 - 0      | Mazatlán             | Hidalgo                | 20 de marzo | 19:06      | 2,499        | 2          | 0          |

| Jornada 11           | Jornada 11 | Jornada 11  | Jornada 11              | Jornada 11  | Jornada 11 | Jornada 11   | Jornada 11 | Jornada 11 |
| Local                | Resultado  | Visitante   | Estadio                 | Fecha       | Hora       | Espectadores | Amonestado | Expulsado  |
| -------------------- | ---------- | ----------- | ----------------------- | ----------- | ---------- | ------------ | ---------- | ---------- |
| América              | 2 - 0      | Guadalajara | Azteca                  | 24 de marzo | 19:00      | 18,900       | 3          | 0          |
| Querétaro            | 0 - 0      | Pumas UNAM  | Olímpico Alameda        | 24 de marzo | 21:05      | 952          | 3          | 0          |
| Cruz Azul            | 1 - 1      | Juárez      | La Noria                | 25 de marzo | 12:00      | 201          | 2          | 0          |
| Pachuca              | 7 - 2      | Tijuana     | Hidalgo                 | 25 de marzo | 17:00      | 1,979        | 1          | 0          |
| Monterrey            | 1 - 1      | Tigres UANL | BBVA                    | 25 de marzo | 21:00      | 30,877       | 5          | 0          |
| Toluca               | 2 - 1      | Mazatlán    | Nemesio Díez            | 26 de marzo | 12:00      | 1,192        | 1          | 0          |
| Atlético de San Luis | 1 - 0      | Necaxa      | Alfonso Lastras Ramírez | 26 de marzo | 17:00      | 1,262        | 4          | 0          |
| Santos Laguna        | 1 - 2      | Atlas       | Corona                  | 26 de marzo | 17:00      | 1,317        | 3          | 1          |
| León                 | 3 - 1      | Puebla      | Nou Camp                | 27 de marzo | 19:05      | 339          | 4          | 0          |

| Jornada 12  | Jornada 12 | Jornada 12           | Jornada 12             | Jornada 12  | Jornada 12 | Jornada 12   | Jornada 12 | Jornada 12 |
| Local       | Resultado  | Visitante            | Estadio                | Fecha       | Hora       | Espectadores | Amonestado | Expulsado  |
| ----------- | ---------- | -------------------- | ---------------------- | ----------- | ---------- | ------------ | ---------- | ---------- |
| Tigres UANL | 1 - 0      | Cruz Azul            | Universitario          | 30 de marzo | 19:00      | 4,355        | 4          | 0          |
| Guadalajara | 4 - 0      | Atlético de San Luis | Akron                  | 30 de marzo | 21:05      | 3,188        | 3          | 0          |
| Pumas UNAM  | 2 - 2      | Monterrey            | Olímpico Universitario | 1 de abril  | 12:00      | 1,161        | 3          | 1          |
| Puebla      | 1 - 1      | Pachuca              | Cuauhtémoc             | 2 de abril  | 12:00      | 889          | 5          | 0          |
| Necaxa      | 1 - 4      | Toluca               | Victoria               | 2 de abril  | 17:00      | 764          | 3          | 0          |
| Atlas       | 1 - 0      | Querétaro            | Jalisco                | 2 de abril  | 17:00      | 388          | 2          | 0          |
| Mazatlán    | 0 - 3      | León                 | Mazatlán               | 2 de abril  | 19:00      | 305          | 1          | 0          |
| Juárez      | 3 - 3      | América              | Olímpico Benito Juárez | 2 de abril  | 21:10      | 5,154        | 10         | 0          |
| Tijuana     | 2 - 1      | Santos Laguna        | Caliente               | 3 de abril  | 21:06      | 1,533        | 2          | 0          |

| Jornada 13    | Jornada 13 | Jornada 13           | Jornada 13             | Jornada 13  | Jornada 13 | Jornada 13   | Jornada 13 | Jornada 13 |
| Local         | Resultado  | Visitante            | Estadio                | Fecha       | Hora       | Espectadores | Amonestado | Expulsado  |
| ------------- | ---------- | -------------------- | ---------------------- | ----------- | ---------- | ------------ | ---------- | ---------- |
| Querétaro     | 1 - 0      | Atlético de San Luis | Olímpico Alameda       | 14 de abril | 17:05      | 836          | 3          | 0          |
| Pumas UNAM    | 1 - 1      | América              | Olímpico Universitario | 15 de abril | 12:00      | 3,129        | 6          | 0          |
| Puebla        | 2 - 0      | Cruz Azul            | Cuauhtémoc             | 16 de abril | 12:00      | 701          | 3          | 0          |
| Tijuana       | 1 - 1      | Atlas                | Caliente               | 16 de abril | 21:10      | 1,133        | 3          | 2          |
| Toluca        | 2 - 0      | Monterrey            | Nemesio Díez           | 17 de abril | 17:00      | 1,852        | 4          | 0          |
| Guadalajara   | 3 - 0      | León                 | Akron                  | 17 de abril | 17:05      | 3,382        | 2          | 0          |
| Tigres UANL   | 5 - 0      | Mazatlán             | Universitario          | 17 de abril | 19:00      | 4,488        | 5          | 0          |
| Pachuca       | 5 - 1      | Necaxa               | Hidalgo                | 17 de abril | 19:06      | 2,715        | 4          | 0          |
| Santos Laguna | 3 - 2      | Juárez               | Corona                 | 17 de abril | 21:10      | 668          | 3          | 0          |

| Jornada 14           | Jornada 14 | Jornada 14    | Jornada 14              | Jornada 14  | Jornada 14 | Jornada 14   | Jornada 14 | Jornada 14 |
| Local                | Resultado  | Visitante     | Estadio                 | Fecha       | Hora       | Espectadores | Amonestado | Expulsado  |
| -------------------- | ---------- | ------------- | ----------------------- | ----------- | ---------- | ------------ | ---------- | ---------- |
| Cruz Azul            | 0 - 2      | Guadalajara   | La Noria                | 22 de abril | 12:00      | 232          | 2          | 0          |
| Atlético de San Luis | 2 - 1      | Puebla        | Alfonso Lastras Ramírez | 23 de abril | 17:00      | 1,174        | 3          | 0          |
| Atlas                | 1 - 1      | Pachuca       | Jalisco                 | 23 de abril | 17:00      | 719          | 8          | 0          |
| Juárez               | 1 - 1      | Toluca        | Olímpico Benito Juárez  | 23 de abril | 19:06      | 2,326        | 3          | 0          |
| Necaxa               | 1 - 4      | Tigres UANL   | Victoria                | 24 de abril | 17:00      | 1,610        | 1          | 1          |
| América              | 2 - 1      | Querétaro     | Azteca                  | 24 de abril | 19:00      | 2,809        | 1          | 0          |
| Mazatlán             | 0 - 6      | Pumas UNAM    | Mazatlán                | 24 de abril | 19:00      | 227          | 4          | 0          |
| León                 | 1 - 1      | Santos Laguna | Nou Camp                | 24 de abril | 19:06      | 452          | 2          | 3          |
| Monterrey            | 5 - 2      | Tijuana       | BBVA                    | 24 de abril | 21:10      | 2,407        | 5          | 0          |

| Jornada 15    | Jornada 15 | Jornada 15           | Jornada 15             | Jornada 15  | Jornada 15 | Jornada 15   | Jornada 15 | Jornada 15 |
| Local         | Resultado  | Visitante            | Estadio                | Fecha       | Hora       | Espectadores | Amonestado | Expulsado  |
| ------------- | ---------- | -------------------- | ---------------------- | ----------- | ---------- | ------------ | ---------- | ---------- |
| Pachuca       | 4 - 0      | Atlético de San Luis | Hidalgo                | 28 de abril | 17:05      | 1,955        | 4          | 0          |
| Tigres UANL   | 1 - 1      | Guadalajara          | Universitario          | 28 de abril | 19:00      | 8,176        | 5          | 0          |
| Puebla        | 1 - 3      | Atlas                | Cuauhtémoc             | 30 de abril | 12:00      | 464          | 3          | 0          |
| Tijuana       | 1 - 1      | Querétaro            | Caliente               | 30 de abril | 21:10      | 1,033        | 3          | 2          |
| Toluca        | 2 - 0      | León                 | Nemesio Díez           | 1 de mayo   | 17:00      | 1,973        | 1          | 1          |
| Mazatlán      | 0 - 1      | Necaxa               | Mazatlán               | 1 de mayo   | 19:00      | 282          | 1          | 0          |
| Monterrey     | 2 - 0      | América              | BBVA                   | 1 de mayo   | 19:06      | 12,254       | 3          | 0          |
| Santos Laguna | 1 - 1      | Cruz Azul            | Corona                 | 1 de mayo   | 21:06      | 2,160        | 4          | 0          |
| Pumas UNAM    | 1 - 0      | Juárez               | Olímpico Universitario | 2 de mayo   | 19:00      | 1,475        | 2          | 0          |

| Jornada 16           | Jornada 16 | Jornada 16  | Jornada 16              | Jornada 16 | Jornada 16 | Jornada 16   | Jornada 16 | Jornada 16 |
| Local                | Resultado  | Visitante   | Estadio                 | Fecha      | Hora       | Espectadores | Amonestado | Expulsado  |
| -------------------- | ---------- | ----------- | ----------------------- | ---------- | ---------- | ------------ | ---------- | ---------- |
| América              | 6 - 1      | Mazatlán    | Cancha Centenario n.º 5 | 5 de mayo  | 15:45      | 635          | 2          | 0          |
| Querétaro            | 0 - 4      | Tigres UANL | Corregidora             | 5 de mayo  | 17:05      | 1,573        | 1          | 0          |
| Atlas                | 3 - 2      | Monterrey   | Jalisco                 | 5 de mayo  | 21:06      | 898          | 4          | 0          |
| Cruz Azul            | 0 - 1      | Toluca      | La Noria                | 6 de mayo  | 12:00      | 145          | 5          | 0          |
| Atlético de San Luis | 1 - 3      | Pumas UNAM  | Alfonso Lastras Ramírez | 8 de mayo  | 17:00      | 744          | 5          | 0          |
| Necaxa               | 0 - 1      | Juárez      | Victoria                | 8 de mayo  | 17:00      | 642          | 4          | 0          |
| León                 | 2 - 1      | Tijuana     | Nou Camp                | 8 de mayo  | 17:05      | 295          | 3          | 0          |
| Santos Laguna        | 2 - 1      | Puebla      | Corona                  | 8 de mayo  | 19:06      | 469          | 6          | 0          |
| Guadalajara          | 4 - 4      | Pachuca     | Akron                   | 8 de mayo  | 21:10      | 7,955        | 0          | 0          |

| Jornada 17  | Jornada 17 | Jornada 17           | Jornada 17             | Jornada 17 | Jornada 17 | Jornada 17   | Jornada 17 | Jornada 17 |
| Local       | Resultado  | Visitante            | Estadio                | Fecha      | Hora       | Espectadores | Amonestado | Expulsado  |
| ----------- | ---------- | -------------------- | ---------------------- | ---------- | ---------- | ------------ | ---------- | ---------- |
| Toluca      | 1 - 4      | América              | Nemesio Díez           | 12 de mayo | 17:00      | 4,641        | 1          | 0          |
| Pachuca     | 3 - 0      | Cruz Azul            | Hidalgo                | 12 de mayo | 17:05      | 3,173        | 2          | 0          |
| Tigres UANL | 9 - 0      | Santos Laguna        | Universitario          | 12 de mayo | 19:00      | 2,846        | 3          | 0          |
| Juárez      | 2 - 0      | Puebla               | Olímpico Benito Juárez | 12 de mayo | 19:06      | 3,342        | 3          | 0          |
| Tijuana     | 1 - 0      | Guadalajara          | Caliente               | 12 de mayo | 21:10      | 4,333        | 3          | 0          |
| Pumas UNAM  | 1 - 0      | Necaxa               | Olímpico Universitario | 13 de mayo | 12:00      | 1,028        | 3          | 0          |
| Mazatlán    | 0 - 2      | Querétaro            | Mazatlán               | 15 de mayo | 19:00      | 288          | 4          | 1          |
| Atlas       | 2 - 2      | León                 | Jalisco                | 15 de mayo | 19:06      | 376          | 4          | 0          |
| Monterrey   | 4 - 2      | Atlético de San Luis | BBVA                   | 15 de mayo | 21:00      | 3,078        | 3          | 0          |

## Tabla General
- Datos según la página oficial de la competición.
- Fecha de actualización: 16 de mayo de 2023

|     | Equipos              | PJ | PG | PE | PP | GF | GC | Dif. | Pts. |
| --- | -------------------- | -- | -- | -- | -- | -- | -- | ---- | ---- |
| 1.  | Monterrey            | 17 | 12 | 3  | 2  | 46 | 15 | 31   | 39   |
| 2.  | Tigres UANL          | 17 | 12 | 2  | 3  | 48 | 13 | 35   | 38   |
| 3.  | América              | 17 | 11 | 4  | 2  | 51 | 14 | 37   | 37   |
| 4.  | Guadalajara          | 17 | 11 | 4  | 2  | 40 | 16 | 24   | 37   |
| 5.  | Pachuca              | 17 | 11 | 3  | 3  | 54 | 24 | 30   | 36   |
| 6.  | Juárez               | 17 | 8  | 4  | 5  | 30 | 19 | 11   | 28   |
| 7.  | Atlas                | 17 | 8  | 4  | 5  | 28 | 33 | -5   | 28   |
| 8.  | Tijuana              | 17 | 7  | 5  | 5  | 23 | 28 | -5   | 26   |
| 9.  | Pumas UNAM           | 17 | 6  | 7  | 4  | 28 | 20 | 8    | 25   |
| 10. | Toluca               | 17 | 7  | 4  | 6  | 23 | 26 | -3   | 25   |
| 11. | León                 | 17 | 5  | 4  | 8  | 20 | 30 | -10  | 20   |
| 12. | Querétaro            | 17 | 4  | 6  | 7  | 11 | 16 | -5   | 18   |
| 13. | Atlético de San Luis | 17 | 5  | 2  | 10 | 22 | 35 | -13  | 17   |
| 14. | Santos               | 17 | 4  | 5  | 8  | 19 | 36 | -17  | 17   |
| 15. | Cruz Azul            | 17 | 2  | 7  | 8  | 14 | 23 | -9   | 13   |
| 16. | Puebla               | 17 | 3  | 3  | 11 | 14 | 34 | -20  | 12   |
| 17. | Necaxa               | 17 | 2  | 0  | 15 | 9  | 44 | -35  | 6    |
| 18. | Mazatlán             | 17 | 1  | 1  | 15 | 6  | 60 | -54  | 4    |

| Simbología |
| --- |
| Pos – Posición; PJ – Partidos Jugados; PG - Partidos Ganados; PE - Partidos Empatados; PP - Partidos Perdidos; GF – Goles a Favor; GC – Goles en Contra; DIF – Diferencia de Goles; PTS - Puntos. |

|  | Líder, Clasifica a Liguilla (1.º Lugar). |
|  | Clasifica a Liguilla (2.º a 8.º Lugar).  |
|  | Último lugar.                            |

### Evolución de la clasificación
Fecha de actualización: 16 de mayo de 2023
| Equipo / Jornada     | 01 | 02 | 03 | 04 | 05 | 06 | 07 | 08 | 09 | 10 | 11 | 12 | 13 | 14 | 15 | 16 | 17 |
| -------------------- | -- | -- | -- | -- | -- | -- | -- | -- | -- | -- | -- | -- | -- | -- | -- | -- | -- |
| Monterrey            | 4  | 5  | 1  | 1  | 2  | 1  | 1  | 1  | 1  | 1  | 1  | 1  | 2  | 2  | 1  | 2  | 1  |
| Tigres UANL          | 2  | 2  | 2  | 2  | 1  | 4  | 6  | 5  | 5  | 5  | 5  | 5  | 5  | 4  | 4  | 3  | 2  |
| América              | 9  | 6  | 5  | 4  | 3  | 6  | 4  | 3  | 3  | 3  | 2  | 3  | 3  | 3  | 5  | 4  | 3  |
| Guadalajara          | 3  | 4  | 4  | 3  | 4  | 2  | 2  | 2  | 2  | 2  | 3  | 2  | 1  | 1  | 2  | 1  | 4  |
| Pachuca              | 8  | 1  | 6  | 6  | 5  | 3  | 3  | 4  | 4  | 4  | 4  | 4  | 4  | 5  | 3  | 5  | 5  |
| Juárez               | 1  | 3  | 3  | 5  | 6  | 5  | 5  | 6  | 6  | 6  | 6  | 6  | 7  | 6  | 8  | 7  | 6  |
| Atlas                | 17 | 11 | 7  | 10 | 10 | 10 | 7  | 8  | 8  | 8  | 8  | 8  | 8  | 8  | 6  | 6  | 7  |
| Tijuana              | 7  | 7  | 9  | 8  | 8  | 7  | 8  | 7  | 7  | 7  | 7  | 7  | 6  | 7  | 7  | 9  | 8  |
| Pumas UNAM           | 16 | 15 | 12 | 13 | 12 | 13 | 12 | 12 | 11 | 11 | 12 | 13 | 13 | 11 | 10 | 10 | 9  |
| Toluca               | 12 | 16 | 16 | 15 | 17 | 17 | 15 | 15 | 16 | 14 | 11 | 9  | 9  | 9  | 9  | 8  | 10 |
| León                 | 6  | 9  | 13 | 14 | 14 | 14 | 14 | 16 | 14 | 15 | 14 | 11 | 12 | 12 | 13 | 11 | 11 |
| Querétaro            | 11 | 13 | 11 | 12 | 11 | 11 | 11 | 11 | 12 | 12 | 13 | 14 | 10 | 13 | 12 | 14 | 12 |
| Atlético de San Luis | 13 | 10 | 14 | 9  | 9  | 8  | 10 | 10 | 9  | 10 | 9  | 10 | 11 | 10 | 11 | 13 | 13 |
| Santos               | 5  | 8  | 10 | 11 | 13 | 12 | 13 | 13 | 13 | 13 | 15 | 15 | 15 | 14 | 14 | 12 | 14 |
| Cruz Azul            | 10 | 12 | 8  | 7  | 7  | 9  | 9  | 9  | 10 | 9  | 10 | 12 | 14 | 15 | 15 | 15 | 15 |
| Puebla               | 15 | 17 | 17 | 17 | 15 | 15 | 16 | 14 | 15 | 16 | 16 | 16 | 16 | 16 | 16 | 16 | 16 |
| Necaxa               | 14 | 14 | 15 | 16 | 18 | 18 | 18 | 18 | 18 | 18 | 18 | 18 | 18 | 18 | 17 | 17 | 17 |
| Mazatlán             | 18 | 18 | 18 | 18 | 16 | 16 | 17 | 17 | 17 | 17 | 17 | 17 | 17 | 17 | 18 | 18 | 18 |

## Liguilla
|  | Cuartos de final                                               | Cuartos de final                                               | Cuartos de final                                               | Cuartos de final                                               | Cuartos de final                                               |   |   | Semifinales                                          | Semifinales                                          | Semifinales                                          | Semifinales                                          | Semifinales                                          |  |   | Final                                                | Final                                                | Final                                                | Final                                                | Final                                                |  |
|  | 18 y 19 de mayo de 2023 (ida) 21 y 22 de mayo de 2023 (vuelta) | 18 y 19 de mayo de 2023 (ida) 21 y 22 de mayo de 2023 (vuelta) | 18 y 19 de mayo de 2023 (ida) 21 y 22 de mayo de 2023 (vuelta) | 18 y 19 de mayo de 2023 (ida) 21 y 22 de mayo de 2023 (vuelta) | 18 y 19 de mayo de 2023 (ida) 21 y 22 de mayo de 2023 (vuelta) |   |   | 26 de mayo de 2023 (ida) 29 de mayo de 2023 (vuelta) | 26 de mayo de 2023 (ida) 29 de mayo de 2023 (vuelta) | 26 de mayo de 2023 (ida) 29 de mayo de 2023 (vuelta) | 26 de mayo de 2023 (ida) 29 de mayo de 2023 (vuelta) | 26 de mayo de 2023 (ida) 29 de mayo de 2023 (vuelta) |  |   | 2 de junio de 2023 (ida) 5 de junio de 2023 (vuelta) | 2 de junio de 2023 (ida) 5 de junio de 2023 (vuelta) | 2 de junio de 2023 (ida) 5 de junio de 2023 (vuelta) | 2 de junio de 2023 (ida) 5 de junio de 2023 (vuelta) | 2 de junio de 2023 (ida) 5 de junio de 2023 (vuelta) |  |
|  |                                                                |                                                                |                                                                |                                                                |                                                                |   |   |                                                      |                                                      |                                                      |                                                      |                                                      |  |   |                                                      |                                                      |                                                      |                                                      |                                                      |  |
|  |                                                                |                                                                |                                                                |                                                                |                                                                |   |   |                                                      |                                                      |                                                      |                                                      |                                                      |  |   |                                                      |                                                      |                                                      |                                                      |                                                      |  |
|  | 2                                                              | Tigres UANL                                                    | 5                                                              | 2                                                              | 7                                                              |   |   |                                                      |                                                      |                                                      |                                                      |                                                      |  |   |                                                      |                                                      |                                                      |                                                      |                                                      |  |
|  | 2                                                              | Tigres UANL                                                    | 5                                                              | 2                                                              | 7                                                              |   |   |                                                      |                                                      |                                                      |                                                      |                                                      |  |   |                                                      |                                                      |                                                      |                                                      |                                                      |  |
|  | 7                                                              | Atlas                                                          | 0                                                              | 0                                                              | 0                                                              |   |   |                                                      |                                                      |                                                      |                                                      |                                                      |  |   |                                                      |                                                      |                                                      |                                                      |                                                      |  |
|  | 7                                                              | Atlas                                                          | 0                                                              | 0                                                              | 0                                                              |   | 2 | Tigres UANL                                          | 0                                                    | 0                                                    | 0                                                    |                                                      |  |   |                                                      |                                                      |                                                      |                                                      |                                                      |  |
|  |                                                                |                                                                |                                                                |                                                                |                                                                |   | 2 | Tigres UANL                                          | 0                                                    | 0                                                    | 0                                                    |                                                      |  |   |                                                      |                                                      |                                                      |                                                      |                                                      |  |
|  |                                                                |                                                                | 3                                                              | América                                                        | 1                                                              | 1 | 2 |                                                      |                                                      |                                                      |                                                      |                                                      |  |   |                                                      |                                                      |                                                      |                                                      |                                                      |  |
|  | 3                                                              | América                                                        | 3                                                              | América                                                        | 1                                                              | 1 | 2 | 3                                                    | 5                                                    | 8                                                    |                                                      |                                                      |  |   |                                                      |                                                      |                                                      |                                                      |                                                      |  |
|  | 3                                                              | América                                                        |                                                                |                                                                |                                                                |   |   |                                                      |                                                      | 8                                                    |                                                      |                                                      |  |   |                                                      |                                                      |                                                      |                                                      |                                                      |  |
|  | 6                                                              | Juárez                                                         | 1                                                              | 1                                                              | 2                                                              |   |   |                                                      |                                                      |                                                      |                                                      |                                                      |  |   |                                                      |                                                      |                                                      |                                                      |                                                      |  |
|  | 6                                                              | Juárez                                                         | 1                                                              | 1                                                              | 2                                                              |   |   |                                                      |                                                      |                                                      |                                                      |                                                      |  | 3 | América                                              | 2                                                    | 2                                                    | 4                                                    |                                                      |  |
|  |                                                                |                                                                |                                                                |                                                                |                                                                |   |   |                                                      |                                                      |                                                      |                                                      |                                                      |  | 3 | América                                              | 2                                                    | 2                                                    | 4                                                    |                                                      |  |
|  |                                                                |                                                                | 5                                                              | Pachuca                                                        | 1                                                              | 1 | 2 |                                                      |                                                      |                                                      |                                                      |                                                      |  |   |                                                      |                                                      |                                                      |                                                      |                                                      |  |
|  | 1                                                              | Monterrey                                                      | 5                                                              | Pachuca                                                        | 1                                                              | 1 | 2 | 0                                                    | 6                                                    | 6                                                    |                                                      |                                                      |  |   |                                                      |                                                      |                                                      |                                                      |                                                      |  |
|  | 1                                                              | Monterrey                                                      |                                                                |                                                                |                                                                |   |   |                                                      |                                                      | 6                                                    |                                                      |                                                      |  |   |                                                      |                                                      |                                                      |                                                      |                                                      |  |
|  | 8                                                              | Tijuana                                                        | 2                                                              | 1                                                              | 3                                                              |   |   |                                                      |                                                      |                                                      |                                                      |                                                      |  |   |                                                      |                                                      |                                                      |                                                      |                                                      |  |
|  | 8                                                              | Tijuana                                                        | 2                                                              | 1                                                              | 3                                                              |   | 1 | Monterrey                                            | 0                                                    | 0                                                    | 0                                                    |                                                      |  |   |                                                      |                                                      |                                                      |                                                      |                                                      |  |
|  |                                                                |                                                                |                                                                |                                                                |                                                                |   | 1 | Monterrey                                            | 0                                                    | 0                                                    | 0                                                    |                                                      |  |   |                                                      |                                                      |                                                      |                                                      |                                                      |  |
|  |                                                                |                                                                | 5                                                              | Pachuca                                                        | 0                                                              | 1 | 1 |                                                      |                                                      |                                                      |                                                      |                                                      |  |   |                                                      |                                                      |                                                      |                                                      |                                                      |  |
|  | 4                                                              | Guadalajara                                                    | 5                                                              | Pachuca                                                        | 0                                                              | 1 | 1 | 3                                                    | 1                                                    | 4                                                    |                                                      |                                                      |  |   |                                                      |                                                      |                                                      |                                                      |                                                      |  |
|  | 4                                                              | Guadalajara                                                    |                                                                |                                                                |                                                                |   |   |                                                      |                                                      | 4                                                    |                                                      |                                                      |  |   |                                                      |                                                      |                                                      |                                                      |                                                      |  |
|  | 5                                                              | Pachuca                                                        | 3                                                              | 3                                                              | 6                                                              |   |   |                                                      |                                                      |                                                      |                                                      |                                                      |  |   |                                                      |                                                      |                                                      |                                                      |                                                      |  |
|  | 5                                                              | Pachuca                                                        | 3                                                              | 3                                                              | 6                                                              |   |   |                                                      |                                                      |                                                      |                                                      |                                                      |  |   |                                                      |                                                      |                                                      |                                                      |                                                      |  |
|  |                                                                |                                                                |                                                                |                                                                |                                                                |   |   |                                                      |                                                      |                                                      |                                                      |                                                      |  |   |                                                      |                                                      |                                                      |                                                      |                                                      |  |

### Cuartos de final

#### Monterrey – Tijuana
| 19 de mayo de 2023          | Tijuana                     | 2:0 (2:0) | Monterrey | Estadio Caliente, Tijuana                                |                                                          |
| 21:00 (UTC-7) 22:00 (UTC-6) | A. Hix 30' · A. Willett 43' | Reporte   |           | Asistencia: 4,133 espectadores Árbitro(s): Martín Molina | Asistencia: 4,133 espectadores Árbitro(s): Martín Molina |

| 22 de mayo de 2023                                   | Monterrey                                                                            | 6:1 (1:1) (Global 6:3) | Tijuana         | Estadio BBVA, Guadalupe                                 |                                                         |
| 21:00 (UTC-6)                                        | D. Solís 45+4', 90' · R. Bernal 70' (pen.) · D. Monsiváis 81', 86' · A. Aviléz 90+2' | Reporte                | 33' M. Alvarado | Asistencia: 5,039 espectadores Árbitra: Karen Hernández | Asistencia: 5,039 espectadores Árbitra: Karen Hernández |
| Monterrey avanzó a Semifinales con un global de 6-3. |                                                                                      |                        |                 |                                                         |                                                         |

#### Tigres UANL – Atlas
| 19 de mayo de 2023 | Atlas | 0:5 (0:3) | Tigres UANL                                         | Estadio Jalisco, Guadalajara                                   |                                                                |
| 18:00 (UTC-6)      |       | Reporte   | 2' B. Cruz · 16', 37', 57' L. Ovalle · 89' M. Reyes | Asistencia: 1,078 espectadores Árbitra: Lizzet Amairany García | Asistencia: 1,078 espectadores Árbitra: Lizzet Amairany García |

| 22 de mayo de 2023                                     | Tigres UANL                   | 2:0 (0:0) (Global 7:0) | Atlas | Estadio Universitario, San Nicolás de los Garza            |                                                            |
| 19:00 (UTC-6)                                          | L. Mercado 83' · S. Mayor 88' | Reporte                |       | Asistencia: 6 221 espectadores Árbitro(s): Yonatan Peinado | Asistencia: 6 221 espectadores Árbitro(s): Yonatan Peinado |
| Tigres UANL avanzó a Semifinales con un global de 7-0. |                               |                        |       |                                                            |                                                            |

#### América – Juárez
| 19 de mayo de 2023 | Juárez           | 1:3 (0:2) | América                                             | Estadio Olímpico Benito Juárez, Ciudad Juárez                 |                                                               |
| 20:00 (UTC-6)      | A. Hernández 70' | Reporte   | 8' Al. González · 39' K. Palacios · 90+2' J. Orejel | Asistencia: 11,628 espectadores Árbitra: Priscila Pérez Borja | Asistencia: 11,628 espectadores Árbitra: Priscila Pérez Borja |

| 22 de mayo de 2023                                 | América                                                                    | 5:1 (2:0) (Global 8:2) | Juárez         | Estadio Azteca, Ciudad de México                          |                                                           |
| 17:00 (UTC-6)                                      | K. Palacios 31' · Al. González 35', 69' · A. Pereira 88' · A. Falcón 90+2' | Reporte                | 49' J. Casárez | Asistencia: 2,205 espectadores Árbitro(s): Salvador Pérez | Asistencia: 2,205 espectadores Árbitro(s): Salvador Pérez |
| América avanzó a Semifinales con un global de 8-2. |                                                                            |                        |                |                                                           |                                                           |

#### Guadalajara – Pachuca
| 18 de mayo de 2023 | Pachuca                                  | 3:3 (2:2) | Guadalajara                                           | Estadio Hidalgo, Pachuca                                   |                                                            |
| 18:00 (UTC-6)      | A. Soto 19' · J. Hermoso 43' (pen.), 90' | Reporte   | 1' D. Godínez · 5' G. Valenzuela · 90+2' C. Jaramillo | Asistencia: 7,558 espectadores Árbitra: Katia Itzel García | Asistencia: 7,558 espectadores Árbitra: Katia Itzel García |

| 21 de mayo de 2023                                 | Guadalajara    | 1:3 (0:1) (Global 4:6) | Pachuca                                                     | Estadio Jalisco, Guadalajara                                 |                                                              |
| 17:00 (UTC-6)                                      | J. Montoya 49' | Reporte                | 42' (a.g.) Jac. Rodríguez · 57' J. Hermoso · 59' V. Salazar | Asistencia: 8,449 espectadores Árbitro(s): Diana Pérez Borja | Asistencia: 8,449 espectadores Árbitro(s): Diana Pérez Borja |
| Pachuca avanzó a Semifinales con un global de 6-4. |                |                        |                                                             |                                                              |                                                              |

### Semifinales

#### Monterrey – Pachuca
| 26 de mayo de 2023 | Pachuca | 0:0     | Monterrey | Estadio Hidalgo, Pachuca                                      |                                                               |
| 21:00 (UTC-6)      |         | Reporte |           | Asistencia: 11,759 espectadores Árbitra: Priscila Pérez Borja | Asistencia: 11,759 espectadores Árbitra: Priscila Pérez Borja |

| 29 de mayo de 2023                                   | Monterrey | 0:1 (0:0) (Global 0:1) | Pachuca        | Estadio BBVA, Guadalupe                                    |                                                            |
| 21:00 (UTC-6)                                        |           | Reporte                | 82' V. Salazar | Asistencia: 13,280 espectadores Árbitro(s): Salvador Pérez | Asistencia: 13,280 espectadores Árbitro(s): Salvador Pérez |
| Pachuca avanzó a la Gran Final con un global de 1-0. |           |                        |                |                                                            |                                                            |

#### Tigres UANL – América
| 26 de mayo de 2023 | América          | 1:0 (1:0) | Tigres UANL | Estadio Azteca, Ciudad de México                           |                                                            |
| 19:00 (UTC-6)      | Al. González 25' | Reporte   |             | Asistencia: 10,659 espectadores Árbitra: Diana Pérez Borja | Asistencia: 10,659 espectadores Árbitra: Diana Pérez Borja |

| 29 de mayo de 2023                                   | Tigres UANL | 0:1 (0:0) (Global 0:2) | América       | Estadio Universitario, San Nicolás de los Garza |                           |
| 19:00 (UTC-6)                                        |             | Reporte                | 71' C. Cuevas | Árbitro(s): Martín Molina                       | Árbitro(s): Martín Molina |
| América avanzó a la Gran Final con un global de 2-0. |             |                        |               |                                                 |                           |

### Final

#### América – Pachuca
| 2 de junio de 2023 | Pachuca       | 1:2 (1:0) | América                                 | Estadio Hidalgo, Pachuca                                    |                                                             |
| 20:00 (UTC-6)      | C. Corral 19' | Reporte   | 68' (pen.) A. Pereira · 72' K. Martínez | Asistencia: 20,832 espectadores Árbitra: Katia Itzel García | Asistencia: 20,832 espectadores Árbitra: Katia Itzel García |

| 5 de junio de 2023                                                                  | América                      | 2:1 (1:0) (Global 4:2) | Pachuca     | Estadio Azteca, Ciudad de México                           |                                                            |
| 20:00 (UTC-6)                                                                       | K. Martínez 7' · A. Kaci 58' | Reporte                | 85' A. Soto | Asistencia: 58,156 espectadores Árbitra: Diana Pérez Borja | Asistencia: 58,156 espectadores Árbitra: Diana Pérez Borja |
| América se proclamó campeón del Torneo Clausura 2023 con un marcador global de 4–2. |                              |                        |             |                                                            |                                                            |

##### Final - Ida
| 1     | POR   | Esthefanny Barreras |     |
| 17    | DEF   | Yanin Madrid        |     |
| 3     | DEF   | Janelly Farías      |     |
| 5     | DEF   | Annia Mejía         |     |
| 15    | DEF   | Selene Cortés       | 82' |
| 25    | MED   | Marta Cox           |     |
| 6     | MED   | Karla Nieto         |     |
| 11    | MED   | Mónica Ocampo       |     |
| 30    | MED   | Viridiana Salazar   | 70' |
| 9     | DEL   | Charlyn Corral      |     |
| 10    | DEL   | Jennifer Hermoso    |     |
| D. T. | D. T. | Juan Carlos Cacho   |     |

| 23    | POR   | Itzel González     |     |
| 26    | DEF   | Karen Luna         |     |
| 4     | DEF   | Andrea Pereira     |     |
| 15    | DEF   | Kimberly Rodríguez | 45' |
| 20    | DEF   | Nicki Hernández    |     |
| 2     | MED   | Jocelyn Orejel     |     |
| 5     | MED   | Aurélie Kaci       | 90' |
| 16    | MED   | Sabrina Enciso     |     |
| 8     | MED   | Casandra Cuevas    | 45' |
| 7     | DEL   | Kiana Palacios     |     |
| 17    | DEL   | Natalia Mauleón    | 45' |
| D. T. | D. T. | Ángel Villacampa   |     |

| 34 | Defensa   | Karen Díaz      | 70' |
| 7  | Delantero | Lizbeth Ángeles | 82' |

| 3  | Defensa        | Karina Rodríguez | 45' |
| 22 | Centrocampista | Sarah Luebbert   | 45' |
| 9  | Delantero      | Katty Martínez   | 45' |
| 13 | Centrocampista | Eva González     | 90' |

| 19' | Charlyn Corral | 1-0 |

| 68' · 72' | Andrea Pereira Katty Martínez | 1-1 1-2 |

| 37' · 66' · 78' | Selene Cortés Viridiana Salazar Jennifer Hermoso |

| Principal  | Katia Itzel García Mendoza   |
| Asistentes | Damaris Saray Jiménez Díaz   |
|            | Aranza Quero Aguilar         |
| Cuarto     | Priscila Eritzel Pérez Borja |

|                    |     |     |
| Tiros              | 15  | 13  |
| Tiros a puerta     | 4   | 9   |
| Faltas             | 7   | 3   |
| Saques de esquina  | 4   | 8   |
| Fueras de juego    | 4   | 0   |
| Posesión del balón | 48% | 52% |

| Alineación inicial |

| 1     | POR   | Esthefanny Barreras |     |
| 17    | DEF   | Yanin Madrid        |     |
| 3     | DEF   | Janelly Farías      |     |
| 5     | DEF   | Annia Mejía         |     |
| 15    | DEF   | Selene Cortés       | 82' |
| 25    | MED   | Marta Cox           |     |
| 6     | MED   | Karla Nieto         |     |
| 11    | MED   | Mónica Ocampo       |     |
| 30    | MED   | Viridiana Salazar   | 70' |
| 9     | DEL   | Charlyn Corral      |     |
| 10    | DEL   | Jennifer Hermoso    |     |
| D. T. | D. T. | Juan Carlos Cacho   |     |

| 23    | POR   | Itzel González     |     |
| 26    | DEF   | Karen Luna         |     |
| 4     | DEF   | Andrea Pereira     |     |
| 15    | DEF   | Kimberly Rodríguez | 45' |
| 20    | DEF   | Nicki Hernández    |     |
| 2     | MED   | Jocelyn Orejel     |     |
| 5     | MED   | Aurélie Kaci       | 90' |
| 16    | MED   | Sabrina Enciso     |     |
| 8     | MED   | Casandra Cuevas    | 45' |
| 7     | DEL   | Kiana Palacios     |     |
| 17    | DEL   | Natalia Mauleón    | 45' |
| D. T. | D. T. | Ángel Villacampa   |     |

| 34 | Defensa   | Karen Díaz      | 70' |
| 7  | Delantero | Lizbeth Ángeles | 82' |

| 3  | Defensa        | Karina Rodríguez | 45' |
| 22 | Centrocampista | Sarah Luebbert   | 45' |
| 9  | Delantero      | Katty Martínez   | 45' |
| 13 | Centrocampista | Eva González     | 90' |

| 19' | Charlyn Corral | 1-0 |

| 68' · 72' | Andrea Pereira Katty Martínez | 1-1 1-2 |

| 37' · 66' · 78' | Selene Cortés Viridiana Salazar Jennifer Hermoso |

| Principal  | Katia Itzel García Mendoza   |
| Asistentes | Damaris Saray Jiménez Díaz   |
|            | Aranza Quero Aguilar         |
| Cuarto     | Priscila Eritzel Pérez Borja |

|                    |     |     |
| Tiros              | 15  | 13  |
| Tiros a puerta     | 4   | 9   |
| Faltas             | 7   | 3   |
| Saques de esquina  | 4   | 8   |
| Fueras de juego    | 4   | 0   |
| Posesión del balón | 48% | 52% |

| Alineación inicial |

| 1     | POR   | Esthefanny Barreras |     |
| 17    | DEF   | Yanin Madrid        |     |
| 3     | DEF   | Janelly Farías      |     |
| 5     | DEF   | Annia Mejía         |     |
| 15    | DEF   | Selene Cortés       | 82' |
| 25    | MED   | Marta Cox           |     |
| 6     | MED   | Karla Nieto         |     |
| 11    | MED   | Mónica Ocampo       |     |
| 30    | MED   | Viridiana Salazar   | 70' |
| 9     | DEL   | Charlyn Corral      |     |
| 10    | DEL   | Jennifer Hermoso    |     |
| D. T. | D. T. | Juan Carlos Cacho   |     |

| 23    | POR   | Itzel González     |     |
| 26    | DEF   | Karen Luna         |     |
| 4     | DEF   | Andrea Pereira     |     |
| 15    | DEF   | Kimberly Rodríguez | 45' |
| 20    | DEF   | Nicki Hernández    |     |
| 2     | MED   | Jocelyn Orejel     |     |
| 5     | MED   | Aurélie Kaci       | 90' |
| 16    | MED   | Sabrina Enciso     |     |
| 8     | MED   | Casandra Cuevas    | 45' |
| 7     | DEL   | Kiana Palacios     |     |
| 17    | DEL   | Natalia Mauleón    | 45' |
| D. T. | D. T. | Ángel Villacampa   |     |

| 34 | Defensa   | Karen Díaz      | 70' |
| 7  | Delantero | Lizbeth Ángeles | 82' |

| 3  | Defensa        | Karina Rodríguez | 45' |
| 22 | Centrocampista | Sarah Luebbert   | 45' |
| 9  | Delantero      | Katty Martínez   | 45' |
| 13 | Centrocampista | Eva González     | 90' |

| 19' | Charlyn Corral | 1-0 |

| 68' · 72' | Andrea Pereira Katty Martínez | 1-1 1-2 |

| 37' · 66' · 78' | Selene Cortés Viridiana Salazar Jennifer Hermoso |

| Principal  | Katia Itzel García Mendoza   |
| Asistentes | Damaris Saray Jiménez Díaz   |
|            | Aranza Quero Aguilar         |
| Cuarto     | Priscila Eritzel Pérez Borja |

|                    |     |     |
| Tiros              | 15  | 13  |
| Tiros a puerta     | 4   | 9   |
| Faltas             | 7   | 3   |
| Saques de esquina  | 4   | 8   |
| Fueras de juego    | 4   | 0   |
| Posesión del balón | 48% | 52% |

| Alineación inicial |

| 1     | POR   | Esthefanny Barreras |     |
| 17    | DEF   | Yanin Madrid        |     |
| 3     | DEF   | Janelly Farías      |     |
| 5     | DEF   | Annia Mejía         |     |
| 15    | DEF   | Selene Cortés       | 82' |
| 25    | MED   | Marta Cox           |     |
| 6     | MED   | Karla Nieto         |     |
| 11    | MED   | Mónica Ocampo       |     |
| 30    | MED   | Viridiana Salazar   | 70' |
| 9     | DEL   | Charlyn Corral      |     |
| 10    | DEL   | Jennifer Hermoso    |     |
| D. T. | D. T. | Juan Carlos Cacho   |     |

| 23    | POR   | Itzel González     |     |
| 26    | DEF   | Karen Luna         |     |
| 4     | DEF   | Andrea Pereira     |     |
| 15    | DEF   | Kimberly Rodríguez | 45' |
| 20    | DEF   | Nicki Hernández    |     |
| 2     | MED   | Jocelyn Orejel     |     |
| 5     | MED   | Aurélie Kaci       | 90' |
| 16    | MED   | Sabrina Enciso     |     |
| 8     | MED   | Casandra Cuevas    | 45' |
| 7     | DEL   | Kiana Palacios     |     |
| 17    | DEL   | Natalia Mauleón    | 45' |
| D. T. | D. T. | Ángel Villacampa   |     |

| 34 | Defensa   | Karen Díaz      | 70' |
| 7  | Delantero | Lizbeth Ángeles | 82' |

| 3  | Defensa        | Karina Rodríguez | 45' |
| 22 | Centrocampista | Sarah Luebbert   | 45' |
| 9  | Delantero      | Katty Martínez   | 45' |
| 13 | Centrocampista | Eva González     | 90' |

| 19' | Charlyn Corral | 1-0 |

| 68' · 72' | Andrea Pereira Katty Martínez | 1-1 1-2 |

| 37' · 66' · 78' | Selene Cortés Viridiana Salazar Jennifer Hermoso |

| Principal  | Katia Itzel García Mendoza   |
| Asistentes | Damaris Saray Jiménez Díaz   |
|            | Aranza Quero Aguilar         |
| Cuarto     | Priscila Eritzel Pérez Borja |

|                    |     |     |
| Tiros              | 15  | 13  |
| Tiros a puerta     | 4   | 9   |
| Faltas             | 7   | 3   |
| Saques de esquina  | 4   | 8   |
| Fueras de juego    | 4   | 0   |
| Posesión del balón | 48% | 52% |

| Alineación inicial |

##### Final - Vuelta
| 23    | POR   | Itzel González     |     |
| 26    | DEF   | Karen Luna         | 87' |
| 4     | DEF   | Andrea Pereira     |     |
| 15    | DEF   | Kimberly Rodríguez |     |
| 3     | DEF   | Karina Rodríguez   |     |
| 5     | MED   | Aurélie Kaci       |     |
| 2     | MED   | Jocelyn Orejel     |     |
| 7     | MED   | Kiana Palacios     | 87' |
| 20    | MED   | Nicki Hernández    |     |
| 10    | DEL   | Alison González    | 50' |
| 9     | DEL   | Katty Martínez     | 72' |
| D. T. | D. T. | Ángel Villacampa   |     |

| 1     | POR   | Esthefanny Barreras |     |
| 15    | DEF   | Selene Cortés       | 79' |
| 34    | DEF   | Karen Díaz          |     |
| 3     | DEF   | Janelly Farías      |     |
| 5     | DEF   | Annia Mejía         | 72' |
| 6     | MED   | Karla Nieto         |     |
| 25    | MED   | Marta Cox           |     |
| 11    | MED   | Mónica Ocampo       | 72' |
| 30    | DEL   | Viridiana Salazar   | 45' |
| 10    | DEL   | Jennifer Hermoso    |     |
| 9     | DEL   | Charlyn Corral      |     |
| D. T. | D. T. | Juan Carlos Cacho   |     |

| 22 | Centrocampista | Sarah Luebbert  | 50' |
| 17 | Delantero      | Natalia Mauleón | 72' |
| 16 | Defensa        | Sabrina Enciso  | 87' |
| 13 | Centrocampista | Eva González    | 87' |

| 26 | Delantero      | Alice Soto       | 45' |
| 17 | Defensa        | Yanin Madrid     | 72' |
| 31 | Centrocampista | Marlyn Campa     | 72' |
| 4  | Centrocampista | Vanessa Millsaps | 79' |

| 7' · 58' | Katty Martínez Aurélie Kaci | 1-0 2-0 |

| 85' | Alice Soto | 2-1 |

| 45+1' | Jocelyn Orejel |

| 54' · 64' | Annia Mejía Marta Cox |

| Principal  | Diana Stephanía Pérez Borja |
| Asistentes | Karen Janett Díaz Medina    |
|            | Elva Gutiérrez Martínez     |
| Cuarto     | Karen Hernández Andrade     |

|                    |     |     |
| Tiros              | 12  | 11  |
| Tiros a puerta     | 5   | 3   |
| Saques de esquina  | 2   | 3   |
| Posesión del balón | 49% | 51% |

| Alineación inicial |

| 23    | POR   | Itzel González     |     |
| 26    | DEF   | Karen Luna         | 87' |
| 4     | DEF   | Andrea Pereira     |     |
| 15    | DEF   | Kimberly Rodríguez |     |
| 3     | DEF   | Karina Rodríguez   |     |
| 5     | MED   | Aurélie Kaci       |     |
| 2     | MED   | Jocelyn Orejel     |     |
| 7     | MED   | Kiana Palacios     | 87' |
| 20    | MED   | Nicki Hernández    |     |
| 10    | DEL   | Alison González    | 50' |
| 9     | DEL   | Katty Martínez     | 72' |
| D. T. | D. T. | Ángel Villacampa   |     |

| 1     | POR   | Esthefanny Barreras |     |
| 15    | DEF   | Selene Cortés       | 79' |
| 34    | DEF   | Karen Díaz          |     |
| 3     | DEF   | Janelly Farías      |     |
| 5     | DEF   | Annia Mejía         | 72' |
| 6     | MED   | Karla Nieto         |     |
| 25    | MED   | Marta Cox           |     |
| 11    | MED   | Mónica Ocampo       | 72' |
| 30    | DEL   | Viridiana Salazar   | 45' |
| 10    | DEL   | Jennifer Hermoso    |     |
| 9     | DEL   | Charlyn Corral      |     |
| D. T. | D. T. | Juan Carlos Cacho   |     |

| 22 | Centrocampista | Sarah Luebbert  | 50' |
| 17 | Delantero      | Natalia Mauleón | 72' |
| 16 | Defensa        | Sabrina Enciso  | 87' |
| 13 | Centrocampista | Eva González    | 87' |

| 26 | Delantero      | Alice Soto       | 45' |
| 17 | Defensa        | Yanin Madrid     | 72' |
| 31 | Centrocampista | Marlyn Campa     | 72' |
| 4  | Centrocampista | Vanessa Millsaps | 79' |

| 7' · 58' | Katty Martínez Aurélie Kaci | 1-0 2-0 |

| 85' | Alice Soto | 2-1 |

| 45+1' | Jocelyn Orejel |

| 54' · 64' | Annia Mejía Marta Cox |

| Principal  | Diana Stephanía Pérez Borja |
| Asistentes | Karen Janett Díaz Medina    |
|            | Elva Gutiérrez Martínez     |
| Cuarto     | Karen Hernández Andrade     |

|                    |     |     |
| Tiros              | 12  | 11  |
| Tiros a puerta     | 5   | 3   |
| Saques de esquina  | 2   | 3   |
| Posesión del balón | 49% | 51% |

| Alineación inicial |

| 23    | POR   | Itzel González     |     |
| 26    | DEF   | Karen Luna         | 87' |
| 4     | DEF   | Andrea Pereira     |     |
| 15    | DEF   | Kimberly Rodríguez |     |
| 3     | DEF   | Karina Rodríguez   |     |
| 5     | MED   | Aurélie Kaci       |     |
| 2     | MED   | Jocelyn Orejel     |     |
| 7     | MED   | Kiana Palacios     | 87' |
| 20    | MED   | Nicki Hernández    |     |
| 10    | DEL   | Alison González    | 50' |
| 9     | DEL   | Katty Martínez     | 72' |
| D. T. | D. T. | Ángel Villacampa   |     |

| 1     | POR   | Esthefanny Barreras |     |
| 15    | DEF   | Selene Cortés       | 79' |
| 34    | DEF   | Karen Díaz          |     |
| 3     | DEF   | Janelly Farías      |     |
| 5     | DEF   | Annia Mejía         | 72' |
| 6     | MED   | Karla Nieto         |     |
| 25    | MED   | Marta Cox           |     |
| 11    | MED   | Mónica Ocampo       | 72' |
| 30    | DEL   | Viridiana Salazar   | 45' |
| 10    | DEL   | Jennifer Hermoso    |     |
| 9     | DEL   | Charlyn Corral      |     |
| D. T. | D. T. | Juan Carlos Cacho   |     |

| 22 | Centrocampista | Sarah Luebbert  | 50' |
| 17 | Delantero      | Natalia Mauleón | 72' |
| 16 | Defensa        | Sabrina Enciso  | 87' |
| 13 | Centrocampista | Eva González    | 87' |

| 26 | Delantero      | Alice Soto       | 45' |
| 17 | Defensa        | Yanin Madrid     | 72' |
| 31 | Centrocampista | Marlyn Campa     | 72' |
| 4  | Centrocampista | Vanessa Millsaps | 79' |

| 7' · 58' | Katty Martínez Aurélie Kaci | 1-0 2-0 |

| 85' | Alice Soto | 2-1 |

| 45+1' | Jocelyn Orejel |

| 54' · 64' | Annia Mejía Marta Cox |

| Principal  | Diana Stephanía Pérez Borja |
| Asistentes | Karen Janett Díaz Medina    |
|            | Elva Gutiérrez Martínez     |
| Cuarto     | Karen Hernández Andrade     |

|                    |     |     |
| Tiros              | 12  | 11  |
| Tiros a puerta     | 5   | 3   |
| Saques de esquina  | 2   | 3   |
| Posesión del balón | 49% | 51% |

| Alineación inicial |

| 23    | POR   | Itzel González     |     |
| 26    | DEF   | Karen Luna         | 87' |
| 4     | DEF   | Andrea Pereira     |     |
| 15    | DEF   | Kimberly Rodríguez |     |
| 3     | DEF   | Karina Rodríguez   |     |
| 5     | MED   | Aurélie Kaci       |     |
| 2     | MED   | Jocelyn Orejel     |     |
| 7     | MED   | Kiana Palacios     | 87' |
| 20    | MED   | Nicki Hernández    |     |
| 10    | DEL   | Alison González    | 50' |
| 9     | DEL   | Katty Martínez     | 72' |
| D. T. | D. T. | Ángel Villacampa   |     |

| 1     | POR   | Esthefanny Barreras |     |
| 15    | DEF   | Selene Cortés       | 79' |
| 34    | DEF   | Karen Díaz          |     |
| 3     | DEF   | Janelly Farías      |     |
| 5     | DEF   | Annia Mejía         | 72' |
| 6     | MED   | Karla Nieto         |     |
| 25    | MED   | Marta Cox           |     |
| 11    | MED   | Mónica Ocampo       | 72' |
| 30    | DEL   | Viridiana Salazar   | 45' |
| 10    | DEL   | Jennifer Hermoso    |     |
| 9     | DEL   | Charlyn Corral      |     |
| D. T. | D. T. | Juan Carlos Cacho   |     |

| 22 | Centrocampista | Sarah Luebbert  | 50' |
| 17 | Delantero      | Natalia Mauleón | 72' |
| 16 | Defensa        | Sabrina Enciso  | 87' |
| 13 | Centrocampista | Eva González    | 87' |

| 26 | Delantero      | Alice Soto       | 45' |
| 17 | Defensa        | Yanin Madrid     | 72' |
| 31 | Centrocampista | Marlyn Campa     | 72' |
| 4  | Centrocampista | Vanessa Millsaps | 79' |

| 7' · 58' | Katty Martínez Aurélie Kaci | 1-0 2-0 |

| 85' | Alice Soto | 2-1 |

| 45+1' | Jocelyn Orejel |

| 54' · 64' | Annia Mejía Marta Cox |

| Principal  | Diana Stephanía Pérez Borja |
| Asistentes | Karen Janett Díaz Medina    |
|            | Elva Gutiérrez Martínez     |
| Cuarto     | Karen Hernández Andrade     |

|                    |     |     |
| Tiros              | 12  | 11  |
| Tiros a puerta     | 5   | 3   |
| Saques de esquina  | 2   | 3   |
| Posesión del balón | 49% | 51% |

| Alineación inicial |

| Campeón Clausura 2023 |
| --------------------- |
|                       |
| América               |
| 2.º título            |

## Estadísticas

### Clasificación juego limpio
- Datos según la página oficial.
- Fecha de actualización: 16 de mayo de 2023

| Lugar                                | Club                                 |          |          |          | Puntos   |
| ------------------------------------ | ------------------------------------ | -------- | -------- | -------- | -------- |
| 1                                    | Guadalajara                          | 20       | 0        | 0        | 20       |
| 2                                    | Toluca                               | 22       | 0        | 0        | 22       |
| 3                                    | Tigres UANL                          | 26       | 0        | 0        | 26       |
| 4                                    | Mazatlán                             | 20       | 1        | 1        | 26       |
| 5                                    | América                              | 28       | 0        | 0        | 28       |
| 6                                    | Pumas UNAM                           | 28       | 0        | 0        | 28       |
| 7                                    | Querétaro                            | 29       | 0        | 0        | 29       |
| 8                                    | Santos Laguna                        | 26       | 0        | 1        | 29       |
| 9                                    | Cruz Azul                            | 30       | 0        | 0        | 30       |
| 10                                   | Monterrey                            | 28       | 0        | 1        | 31       |
| 11                                   | Tijuana                              | 23       | 0        | 4        | 35       |
| 12                                   | Atlético de San Luis                 | 32       | 1        | 0        | 35       |
| 13                                   | Pachuca                              | 34       | 1        | 0        | 37       |
| 14                                   | Juárez                               | 34       | 0        | 1        | 37       |
| 15                                   | Atlas                                | 31       | 0        | 2        | 37       |
| 16                                   | León                                 | 30       | 0        | 3        | 39       |
| 17                                   | Necaxa                               | 37       | 0        | 1        | 40       |
| 18                                   | Puebla                               | 39       | 1        | 0        | 42       |
| Primera Tarjeta Amarilla             | Primera Tarjeta Amarilla             | 1 punto  | 1 punto  | 1 punto  | 1 punto  |
| Segunda Tarjeta Amarilla y Expulsión | Segunda Tarjeta Amarilla y Expulsión | 3 puntos | 3 puntos | 3 puntos | 3 puntos |
| Tarjeta Roja Directa                 | Tarjeta Roja Directa                 | 3 puntos | 3 puntos | 3 puntos | 3 puntos |

En caso de empate, la tabla general de posiciones es el principal criterio para desempatar.

### Porterías imbatidas
- Datos según la página oficial.

 Fecha de actualización: 16 de mayo de 2023
| Posición | Jugadora              | Club        | Porterías en Blanco | Partidos | Min. |
| -------- | --------------------- | ----------- | ------------------- | -------- | ---- |
| 1°       | Cecilia Santiago      | Tigres UANL | 8                   | 16       | 1411 |
| 2.º      | Claudia Lozoya        | Monterrey   | 6                   | 8        | 720  |
| =        | Kayla Thompson        | Toluca      | 6                   | 15       | 1350 |
| 4.º      | Melany Villeda        | Pumas UNAM  | 5                   | 12       | 1080 |
| =        | Blanca Félix          | Guadalajara | 5                   | 13       | 1118 |
| =        | Marta Alemany         | Querétaro   | 5                   | 14       | 1260 |
| 7.º      | Itzel Velasco         | América     | 4                   | 8        | 720  |
| =        | / Esthefanny Barreras | Pachuca     | 4                   | 10       | 900  |
| =        | Ana Gabriela Paz      | Atlas       | 4                   | 12       | 1050 |
| 10.º     | Itzel González        | América     | 3                   | 9        | 810  |

### Máximas goleadoras
Lista con los máximas goleadoras del torneo.
- Datos según la página oficial.

 Fecha de actualización: 13 de mayo de 2023
| Posición | Jugadora               | Club        | Goles | Min. | Frec.       |
| -------- | ---------------------- | ----------- | ----- | ---- | ----------- |
| 1º       | Charlyn Corral         | Pachuca     | 20    | 1520 | 76 min.     |
| 2.º      | Jennifer Hermoso       | Pachuca     | 18    | 1479 | 82.17 min.  |
| 3.º      | / Christina Burkenroad | Monterrey   | 15    | 1283 | 79.53 min.  |
| 4°       | Mia Fishel             | Tigres UANL | 13    | 1341 | 103.15 min. |
| =        | Kiana Palacios         | América     | 13    | 993  | 76.38 min.  |
| 6.º      | Alicia Cervantes       | Guadalajara | 10    | 522  | 52.2 min.   |
| 7.º      | Lizbeth Ovalle         | Tigres UANL | 9     | 1365 | 151.67 min. |
| =        | Natalia Mauleón        | América     | 9     | 1061 | 117.89 min. |
| 9.º      | Renae Cuéllar          | Tijuana     | 8     | 1008 | 126 min.    |
| 10.º     | Stephany Mayor         | Tigres UANL | 7     | 990  | 141.43 min. |

#### Tripletes o más
| Jugadora             | Club        | Local       | Resultado | Visita        | Goles           | Fecha                | Jornada     |
| -------------------- | ----------- | ----------- | --------- | ------------- | --------------- | -------------------- | ----------- |
| Alicia Cervantes     | Guadalajara | Guadalajara | 5 – 1     | Pumas UNAM    | 50' 54' 90'     | 6 de enero de 2023   | Jornada 1   |
| Uchenna Kanu         | Tigres UANL | Tigres UANL | 6 – 0     | Atlas         | 50' 59' 90+1'   | 9 de enero de 2023   | Jornada 1   |
| Charlyn Corral       | Pachuca     | Pachuca     | 10 – 2    | Toluca        | 15' 17' 31' 37' | 16 de enero de 2023  | Jornada 2   |
| Christina Burkenroad | Monterrey   | Monterrey   | 9 – 0     | Mazatlán      | 63' 67' 84'     | 23 de enero de 2023  | Jornada 3   |
| Renae Cuéllar        | Tijuana     | Tijuana     | 4 – 1     | Puebla        | 30' 77' 90'     | 29 de enero de 2023  | Jornada 4   |
| Kiana Palacios       | América     | Necaxa      | 0 – 6     | América       | 5' 35' 77' 82'  | 30 de enero de 2023  | Jornada 4   |
| Charlyn Corral       | Pachuca     | Pachuca     | 6 – 0     | Santos        | 27' 71' 76'     | 6 de febrero de 2023 | Jornada 5   |
| Destinney Durón      | Toluca      | Toluca      | 3 – 4     | Atlas         | 17' 65' 76'     | 9 de febrero de 2023 | Jornada 6   |
| Katty Martínez       | América     | América     | 5 – 0     | Atlas         | 2' 27' 44'      | 13 de marzo de 2023  | Jornada 9   |
| Christina Burkenroad | Monterrey   | Monterrey   | 5 – 0     | Pachuca       | 5' 38' 54'      | 13 de marzo de 2023  | Jornada 9   |
| Charlyn Corral       | Pachuca     | Pachuca     | 7 – 2     | Tijuana       | 8' 11' 54'      | 25 de marzo de 2023  | Jornada 11  |
| Charlyn Corral       | Pachuca     | Pachuca     | 5 – 1     | Necaxa        | 1' 39' 48'      | 17 de abril de 2023  | Jornada 13  |
| Kimberly Gómez       | Pumas UNAM  | Mazatlán    | 0 – 6     | Pumas UNAM    | 2' 3' 34'       | 24 de abril de 2023  | Jornada 14  |
| Christina Burkenroad | Monterrey   | Monterrey   | 5 – 2     | Tijuana       | 10' 58' 90+1'   | 24 de abril de 2023  | Jornada 14  |
| Stephany Mayor       | Tigres UANL | Tigres UANL | 9 – 0     | Santos Laguna | 32' 41' 43'     | 12 de mayo de 2023   | Jornada 17  |
| Lizbeth Ovalle       | Tigres UANL | Atlas       | 0 – 5     | Tigres UANL   | 16' 37' 57'     | 19 de mayo de 2023   | Cuartos-Ida |

### Asistencia
Lista con la asistencia de los partidos y equipos Liga MX Femenil.
 Fecha de actualización: 16 de mayo de 2023

#### Por equipo
En los promedios solamente se cuentan los partidos que contaron con asistencia de público. El porcentaje de ocupación media está calculado con base en la capacidad total del estadio.
| Pos                | Equipo               | Total   | Media | Más alta | Más baja | % de Ocupación media |
| ------------------ | -------------------- | ------- | ----- | -------- | -------- | -------------------- |
| 1                  | Monterrey            | 66,637  | 7,404 | 30,877   | 1,256    | 14.42%               |
| 2                  | Guadalajara          | 54,025  | 6,753 | 22,000   | 148      | 16.62%               |
| 3                  | Tigres UANL          | 60,464  | 6,718 | 13,469   | 2,846    | 16.04%               |
| 4                  | América              | 32,205  | 4,026 | 18,900   | 516      | 7.86%                |
| 5                  | Pachuca              | 26,246  | 2,916 | 5,690    | 1,451    | 11.25%               |
| 6                  | Juárez               | 23,103  | 2,888 | 5,154    | 1,302    | 14.66%               |
| 7                  | Toluca               | 19,740  | 2,193 | 5,401    | 873      | 8.04%                |
| 8                  | Tijuana              | 14,697  | 1,633 | 4,333    | 833      | 6.24%                |
| 9                  | Pumas UNAM           | 13,551  | 1,506 | 3,129    | 607      | 2.58%                |
| 10                 | Necaxa               | 11,808  | 1,476 | 3,182    | 571      | 6.19%                |
| 11                 | Querétaro            | 5,857   | 1,464 | 2,496    | 836      | 11.23%               |
| 12                 | Atlético de San Luis | 9,282   | 1,160 | 1,341    | 744      | 4.29%                |
| 13                 | Santos               | 9,560   | 1,062 | 2,160    | 325      | 3.65%                |
| 14                 | Puebla               | 6,915   | 768   | 2,142    | 288      | 1.62%                |
| 15                 | León                 | 4,480   | 560   | 996      | 295      | 1.79%                |
| 16                 | Atlas                | 4,277   | 535   | 898      | 313      | 0.97%                |
| 17                 | Mazatlán             | 2,729   | 390   | 1,141    | 200      | 1.93%                |
| 18                 | Cruz Azul            | 1,746   | 194   | 275      | 145      | 19.40%               |
| Totales del Torneo | Totales del Torneo   | 367,322 | 2,467 | 30,877   | 148      | 7.51%                |

#### Por jornada
El listado excluye los partidos que fueron disputados a puerta cerrada.
| Asistencia por jornada | Asistencia por jornada | Asistencia por jornada | Asistencia por jornada | Asistencia por jornada                        | Asistencia por jornada                   | Asistencia por jornada |
| Jornada                | Asistencia total       | Promedio               | % de ocupación         | Partido mayor asistencia                      | Partido menor asistencia                 |                        |
| ---------------------- | ---------------------- | ---------------------- | ---------------------- | --------------------------------------------- | ---------------------------------------- | ---------------------- |
| 1                      | 15,293                 | 1,912                  | 6.27%                  | Tigres UANL vs. Atlas (6,815)                 | Cruz Azul vs. América (206)              |                        |
| 2                      | 15,630                 | 2,233                  | 5.32%                  | Monterrey vs. Santos Laguna (3,955)           | Tijuana vs. Cruz Azul (833)              |                        |
| 3                      | 11,895                 | 1,322                  | 3.46%                  | América vs. Tijuana (3,589)                   | Cruz Azul vs. Atlético de San Luis (179) |                        |
| 4                      | 16,621                 | 2,078                  | 6.04%                  | Tigres UANL vs. Toluca (4,395)                | Mazatlán vs. Cruz Azul (200)             |                        |
| 5                      | 30,016                 | 3,335                  | 10.82%                 | Tigres UANL vs. Atlético de San Luis (13,469) | Cruz Azul vs. Pumas UNAM (275)           |                        |
| 6                      | 10,680                 | 1,187                  | 4.86%                  | Juárez vs. Tigres UANL (4,002)                | Guadalajara vs. Puebla (148)             |                        |
| 7                      | 13,167                 | 1,646                  | 4.60%                  | Pachuca vs. Tigres UANL (4,535)               | América vs. Atlético de San Luis (516)   |                        |
| 8                      | 41,790                 | 4,643                  | 15.74%                 | Guadalajara vs. Atlas (22,000)                | Cruz Azul vs. Querétaro (170)            |                        |
| 9                      | 14,100                 | 1,567                  | 4.35%                  | Monterrey vs. Pachuca (4,054)                 | Mazatlán vs. Santos Laguna (286)         |                        |
| 10                     | 26,281                 | 2,920                  | 9.06%                  | Tigres UANL vs. América (9,805)               | Cruz Azul vs. León (148)                 |                        |
| 11                     | 57,019                 | 6,335                  | 20.46%                 | Monterrey vs. Tigres UANL (30,877)            | Cruz Azul vs. Juárez (201)               |                        |
| 12                     | 17,737                 | 1,971                  | 5.23%                  | Juárez vs. América (5,154)                    | Mazatlán vs. León (305)                  |                        |
| 13                     | 18,904                 | 2,100                  | 6.16%                  | Tigres UANL vs. Mazatlán (4,488)              | Santos Laguna vs. Juárez (668)           |                        |
| 14                     | 11,956                 | 1,328                  | 3.85%                  | América vs. Querétaro (2,809)                 | Mazatlán vs. Pumas UNAM (227)            |                        |
| 15                     | 29,772                 | 3,308                  | 9.08%                  | Monterrey vs. América (12,254)                | Mazatlán vs. Necaxa (282)                |                        |
| 16                     | 13,356                 | 1,484                  | 5.36%                  | Guadalajara vs. Pachuca (7,955)               | Cruz Azul vs. Toluca (145)               |                        |
| 17                     | 23,105                 | 2,567                  | 7.09%                  | Toluca vs. América (4,641)                    | Mazatlán vs. Querétaro (288)             |                        |
| Total                  | 367,322                | 2,467                  | 7.51%                  | Monterrey vs. Tigres UANL (30,877)            | Cruz Azul vs. Toluca (145)               |                        |